# Boris Race
Boris Race, partizansko ime Žarko, slovenski gradbeni tehnik, narodni delavec in politik, * 31. oktober 1916, Hrpelje, † 26. april 1995, Trst.

## Življenje in delo
Rodil se je v družini zidarskega mojstra. Ljudsko šolo je obiskoval v rojstnem kraju, nižjo gimnazijo pa v Gorici. Leta 1931 se je družina preselila v Ljubljano. Tu je končal Tehnično srednjo šolo na gradbenem oddelku. V letih 1937–1943 je služboval pri arhitektih Khamu in Ogrinu ter gradbenemu podjetju Tönnies. Takoj po kapitulaciji Jugoslavije se je povezal z Osvobodilno fronto. Zbiral je orožje, širil ilegalni tisk in oskrboval skladišča s tehničnim materialom. Po reorganizaciji OF je bil povezan z dvema sabotažnima skupinama. V decembru 1941 se je preko arhitekta Mihevca vključil v delo centralne tehnike Komunistične partije Slovenije. Član KPS je postal 2. novembra 1942. Najprej je vodil tehniko Petrač, od avgusta 1942 do aprila 1943 pa tehniko na Kodeljevem. Ko so italijanske okupacijske oblasti njeno delovanje odkrile, je bil junija 1943 obsojen na 30 let zapora. Iz kaznilnice v Parmi je bil izpuščen 31. decembra 1943. Od začetka januarja 1944 je bil aktivni partizanski učitelj v Hrpeljah, nato je prevzel vodstvo tehnike Slavnik v Brkinih. Junija 1944 je postal načelnik gradbenega odbora Pokrajinske tehnike pokrajinskega komiteja KPS za Slovensko primorsko, nato še namestnik pokrajinskega tehnika za Primorsko. Njegovo delo je Partizanska tiskarna Slovenija. Maja 1945 je postal vodja tehničnega oddelka Urada za tisk pri pokrajinskem narodnoosvobodilnem odboru (PNOO) v Trstu. Marca 1946 je začel delati  v pisarni PNOO, marca 1947 pa je postal sekretar gospodarske komisije pri PNOO. Po resoluciji Informbiroja je septembra 1948 začel delati v komunistični partiji Svobodnega tržaškega ozemlja; na kongresu 1949 so ga izvolili v njen centralni komite in tajništvo odgovornega za agitacijo in propagando. V letih 1949–1957 je bil tajnik Slovensko-hrvaške prosvetne zveze, pozneje Slovenske prosvetne zveze, sedanje Zveze slovenskih kulturnih društev. Marca 1953 je ustanovil lastno gradbeno podjetje, ki ga je vodil do 1983. V tem času je bil med drugim član odbora za gradnjo Kulturnega doma v Trstu in član odbora Tržaške kreditne banke. Najpomembnejše je njegovo delo v Slovensko kulturno-gospodarski zvezi; 1954 je postal član njenega izvršnega odbora, od 1964 do 1987 pa je bil z dveletno prekinitvijo njen predsednik.
Tudi njegova publicistična dejavnost je obsežna. V Primorskem dnevniku je objavljal poročila z občnih zborov Slovenske prosvetne zveze in Slovenske kulturno-gospodarske zveze. Posebno važno je poročilo iz leta 1951 O nacionalni problematiki Slovencev na Tržaškem. V Primorskem dnevniku je napisal številne uvodnike. Objavljal je tudi v Jadranskem koledarju, Naših razgledih in Delu. Za mednarodno konferenco o manjšinah, ki je bila v Trstu 1974, je sestavi referat Globalna rešitev problemov slovenske narodnostne skupnosti bo tudi učinkovito sredstvo v boju proti fašizmu pri nas in poročilo Politični boji Slovencev na Tržaškem, na Goriškem in v Benečiji za svoje pravice. Za svoje delo je prejel več priznanj in odlikovanj.

## Priznanja in odlikovanja
- priznanje Osvobodilne fronte
- partizanska spomenica 1941
- red za hrabrost
- red bratstva in enotnosti s srebrnim vencem
- red zaslug za ljudstvo s srebrnimi žarki